# Corralillo de Cartago
Corralillo es un distrito del cantón de Cartago, en la provincia de Cartago, de Costa Rica.

## Toponimia
Se cuenta que para el siglo XIX, Corralillo o el Valle de La Candelaria para aquel entonces era el sitio de descanso para los viajeros de la Zona de los Santos hacia la ciudad Capital de Costa Rica, San José.
En este sitio había un pequeño corral, en el cual los animales como caballos, bueyes, descansaban para luego continuar con el viaje y es  así como fue dándose a conocer el Corralillo (como un diminutivo del corral para el descanso de los animales). [cita requerida]

## Geografía
Corralillo cuenta con un área de 32,69 km² y una altitud media de 1665 m s. n. m.

## Demografía
Para el año 2022, Corralillo cuenta con una población estimada de 13 153 habitantes, y para el último censo efectuado, en 2011, Corralillo contaba con una población de 10 647 habitantes.

## Localidades

### San Joaquín de Corralillo de Cartago
Este pequeño pueblo del distrito de Corralillo es uno de los más jóvenes de La Candelaria. 
Su formación comenzó cuando varias familias empezaron a tener una numerosa descendencia. Entre los primeros pobladores se destacan Miguel Navarro Núñez, Nicolás Valverde Rivera, Jesús Picado, Juan Castillo, Torcuato Monestel y Avelino Brenes.
El nombre de la comunidad fue otorgado en honor a San Joaquín, santo patrono del pueblo.
Hace aproximadamente 45 años, una junta de vecinos inició gestiones para que la comunidad —entonces parte de Corralillo— se independizara, logrando posteriormente establecer su propia escuela, salón comunal para actividades, abastecedores, acueducto y canchas de fútbol.
Con una población estimada de 730 habitantes, su escuela fue fundada en 1990, ubicada cerca de la carretera principal de la comunidad, mientras que su iglesia fue construida en la década de 1980.

### Loma Larga de Corralillo de Cartago
Loma Larga de Corralillo de Cartago se deriva de la forma de la topografía del lugar 
- Poblados: Alumbre, Bajo Amador, Calle Valverdes, Guaria, Hortensia, Loma Larga, Llano Ángeles, Palangana, Rincón de Abarca, Río Conejo, Salitrillo, San Antonio, San Joaquín, San Juan Norte, San Juan Sur, Santa Elena (parte), Santa Elena Arriba.

## Educación
Corralillo cuenta con un Liceo Académico fundado en el año 1997, bajo el nombre de Liceo Danilo Jiménez Vega o popularmente conocido como Liceo de Corralillo.
Además dentro del distrito también están: 
- El Liceo Académico Llano los Ángeles
- El Colegio Técnico Profesional San Juan Sur

## Deporte
Corralillo históricamente ha tenido grandes equipos de futbol, se recuerdan entre los más destacados a 
- Manchester Corralillo
- La Asociación Corralillo
- Deportivo Corralillo
- Sporting Corralillo
- El Deportivo (San Juan Sur)
- El Esquipulas (San Juan Norte)
- El Liverpool (Llano de los Ángeles)

Por su parte además el Deportivo Corralillo, actual equipo insignia de la comunidad es tricampeón de la competición más prestigiosa de la Zona de Los Santos, el Torneo Rotativo La Flor del Café

## Economía

### El café en Corralillo
La primera plantación sembrada de café dentro del distrito de Corralillo de Cartago se hizo en el año 1875 en la zona de La Vuelta del Higuito ubicada en San Antonio y San Joaquín de Corralillo de Cartago.

No obstante de forma un poco más tecnificada a nivel de fincas agropecuarias el empresario José Figueres Ferrer, fue quien al obtener los terrenos que geográficamente están ubicados entre Frailes de Desamparados, Santa Elena, Río Conejo y Rosario de Desamparados plantó sus fincas en dichas locaciones.

Dentro de las zonas cafetaleras destacan 
- Dalia
- El Lirio
- El Clavel
- La Azucena
- La Hortensia
- La Rosa
- El Jazmín
- La Guaria
- La Violeta
- Hacienda Santa Elena
- La Minita Rosa
- El Lirio
- La Roxana
- La Pastora

Fincas como La Guaria y La Violeta se convertirían en comunidades con su respectivo nombre.

Don José Figueres Ferrer, a su ve de igual forma instaló la infraestructura necesaria para el recibimiento del producto, construyendo beneficios de café, en Santa Elena Abajo margen derecha del Río La Candelaria, el otro al margen izquierdo del Río Conejo (La comunidad que rodea este río adquirió su nombre con el tiempo).

Los apoyos del expresidente de Costa Rica, llevaron a la Cafetalera Santa Elena a ser la mayor empresa del Distrito en su momento.

## Transporte

### Carreteras
Al distrito lo atraviesan las siguientes rutas nacionales de carretera:
- Ruta nacional 222
- Ruta nacional 228
- Ruta nacional 304
- Ruta nacional 406
- Ruta nacional 407